# کارزار سه‌شنبه‌های نه به اعدام
کارزار سه‌شنبه‌های نه به اعدام، اعتصاب غذای زندانیان سیاسی در روز سه‌شنبه هر هفته است که در اعتراض نسبت به گسترش و استمرار اعدام‌ها در ایران، از بهمن ماه ۱۴۰۲ در زندان‌های ایران شروع شده و تا کنون ادامه یافته است. این زندانیان در اعتراض به مجازات اعدام و مخالفت با آن به عنوان مجازاتی غیرانسانی و جبران‌ناپذیر، بدون توجه به نوع اتهام یا انگیزه‌ها و اعتقادات محکومان به اعدام، خواستار لغو این مجازات می‌باشند. زندان‌هایی که جمعی از زندانیان در آن‌ها کارزار سه‌شنبه‌های نه به اعدام را برگزار می‌کنند ۴۸ زندان را در بر می‌گیرد. از شروع اعتصاب‌ها هر‌ هفته زندانیان اعتصابی با انتشار بیانیه‌ای آخرین مواضع خود را اعلام می‌نمایند.  زندانیان اعتصابی از دیگر زندانیان در زندان‌های مختلف ایران خواسته‌اند به این کارزار بپیوندند. همچنین از مردم و وجدان‌های بیدار در سراسر جهان خواستند تا برای لغو حکم اعدام و مقابله با آن از کارزار «سه‌شنبه‌های نه به اعدام» حمایت کنند. ۲۱ مرداد ۱۴۰۴ هشتاد و یکمین هفته کارزار «سه‌شنبه‌های نه به اعدام» در ۴۸ زندان کشور با اعتصاب‌غذای زندانیان سیاسی برگزار شد. آنان در بیانیه خود نوشته‌اند: تنها در ۱۵ مرداد، ۲۰ نفر و از ابتدای مرداد تاکنون بیش از ۱۱۰ نفر اعدام شده‌اند. این اعدام‌ها در حالی صورت می‌گیرد که پنج زندانی سیاسی ـ وحید بنی‌عامریان، پویا قبادی، بابک علی‌پور، اکبر (شاهرخ) دانشورکار و محمد تقوی ـ به که پیشتر به اعدام محکوم شده‌بودند، در هنگام انتقال از زندان تهران بزرگ به زندان اوین ربوده شده و زندان قزلحصار منتقل شدند؛ موضوعی که سازمان عفو بین‌الملل نیز آن را قویاً محکوم کرده است. همچنین عامر پرکی بلوچزهی، زندانی سیاسی بلوچ، برای اجرای حکم اعدام به سلول انفرادی زندان زاهدان منتقل شده و دو زندانی امنیتی بابک شهبازی و امید تباری مقدم، نیز با ضرب و شتم به زندان قزلحصار منتقل شده‌اند و جان همگی آنها در خطر است.

## هدف
هدف این کارزار، که اکنون صدها زندانی در ۴۸ زندان در سراسر کشور به آن پیوسته‌اند، اعتراض به مجازات اعدام و مخالفت با آن به عنوان مجازاتی غیرانسانی و جبران‌ناپذیر، بدون توجه به نوع اتهام یا انگیزه‌ها و اعتقادات محکومان به اعدام و همچنین درخواست لغو این مجازات می‌باشد. این زندانیان همراه با اعتصاب خود در روز سه‌شنبه هر هفته از همه هموطنان، به‌ویژه زندانیان در سراسر ایران خواستار پیوستن به این کارزار و حمایت از آن شده‌اند. زندانیان اعتصابی از گزارشگر ویژه حقوق‌بشر مای ساتو، خواستار توجه ویژه به اقدامات ضدانسانی به‌ویژه اعدام در ایران و تلاش در راستای توقف اعدام‌ها و پایان دادن به این وضعیت غیرانسانی در ایران شده‌اند.

## بیانیه زندانیان اعتصابی
از شروع اعتصاب‌ها هر هفته زندانیان اعتصابی با انتشار بیانیه‌ای آخرین مواضع خود را اعلام می‌نمایند. آنها همچنین از همه زندانیان در زندان‌های مختلف می‌خواهند که به کارزار «سه‌شنبه‌های نه به اعدام» بپیوندند و نیز از وجدان‌های بیدار در سراسر جهان می‌خواهند تا برای «لغو اعدام و مقابله با آن» از این کارزار حمایت کنند.
در ۶ شهریور ۱۴۰۳ همزمان با سی و یکمین هفته کارزار «سه‌شنبه‌های نه به اعدام» و پیوستن جمعی از زندانیان زندان تهران بزرگ و همچنین دو نماینده مجلس ایتالیا به این کارزار، بیانیه‌ای از سوی این کارزار منتشر شد. در این بیانیه ضمن اعلام آمار اعدام در ایران طی مرداد ماه گذشته از کابینه دولت مسعود پزشکیان با عنوان «سرکوب و اعدام» نام برده شده و آن را مقدمه‌ای برای سرکوب بیشتر جامعه دانستند. در بخشی از این بیانیه آمده است: «در دولت تازه منصوب شده، در مرداد ماه دست کم ۱۲۶ نفر به پای چوبه‌های دار برده شده و حق حیات از آنها سلب گردید و هزاران زندانی در زندانهای سراسر کشور که همگی قربانی سیستماتیک بی‌کفایتی این حکومت هستند نیز در انتظار اعدام قرار گرفته‌اند… دستگاه سرکوب، زندانیانی که در این کارزار به هر شکل به این عمل غیرانسانی اعتراض کرده‌اند را تحت فشار قرار داده و آنها را از حقوق اولیه‌اشان محروم کرده و می‌کند».
بیانیه این کارزار با اشاره به این که «در جهان هم وجدان‌های بیداری صدای مقاومت کارزار سه‌شنبه‌های نه به اعدام را شنیده‌اند» از حمایت «برخی از نمایندگان برجسته ایتالیایی» از این حرکت اعتراضی برای لغو مجازات اعدام خبر داد و خواستار پیوستن «تمامی وجدان‌های بیدار در سراسر جهان» به حمایت از لغو اعدام به این کارزار شد و از همه زندانیان زندان‌های ایران خواست به این کارزار بپیوندند.

## اسامی زندان‌های در اعتصاب
زندانیان اعتصابی در کارزار «سه‌شنبه‌های نه به اعدام» از زندان‌های مختلف ایران از جمله زندان‌های زیر هستند: زندان اوین (بندزنان، بند۴٬۶٬۸)، زندان قزلحصار (واحد۳و۴)، زندان مرکزی کرج، زندان خرم‌آباد، زندان نظام شیراز، زندان مشهد، زندان لاکان رشت، زندان قائم شهر، زندان تبریز، زندان اردبیل، زندان ارومیه، زندان خوی، زندان نقده، زندان سلماس، زندان سقز، زندان بانه، زندان مریوان، زندان کامیاران و زندان تهران بزرگ، شیبان اهواز، کهنوج کرمان و دستگرد اصفهان، طبس، خورین ورامین، رودسر، سپیدار اهواز، رامهرمز، حویق تالش، بند زنان زندان عادل‌آباد شیراز، زندان جوین، زندان برازجان، زندان گنبد کاووس، زندان دیزل‌آباد کرمانشاه، زندان چوبیندر قزوین، زندان میاندوآب، زندان سقز، زندان بانه، زندان مریوان، زندان کامیاران، زندان سنندج، مهاباد، بوکان، یاسوج، فردیس کرج، فیروزآباد استان فارس، اهر و زندان یزد

## سه‌شنبه‌های نه به اعدام
سه‌شنبه ۲ مرداد ۱۴۰۳ بیست و ششمین هفته اعتصاب غذای زندانیان سیاسی در کارزار سه‌شنبه‌های نه به اعدام برگزار شد. در این هفته ۱۶ زندان در شهرهای مختلف به این کارزار پیوستند.
سه‌شنبه ۹ مرداد ۱۴۰۳ بیست و هفتمین هفته اعتصاب غذای زندانیان در زندان‌های ایران ادامه یافت و زندانیان سیاسی در قزلحصار کرج اعلام کردند که آنها تا لغو مجازات اعدام به این کارزار و اقدام مشترک حقوق بشری ادامه خواهند داد. در این روز تعدادی از زندانیان سیاسی زن زندان لاکان رشت به این کارزار پیوستند.
سه شنبه ۱۶ مرداد ۱۴۰۳ در بیست و هشتمین هفته کارزار سه‌شنبه‌های نه به اعدام، زندانیان اعتصابی طی بیانیه‌ای اعلام کردند، که تعداد زندان‌های شرکت‌کننده به ۱۸ زندان رسیده است.
سه‌شنبه ۲۳ مرداد ۱۴۰۳ زندانیان در ۱۸ زندان در سراسر کشور ۲۹مین هفته «کارزار سه‌شنبه‌های نه به اعدام» را با اعتصاب غذای خود برگزار کردند. بر پایه اخبار منتشر شده حکومت جمهوری اسلامی طی یک هفته از ۱۶ تا ۲۳ مرداد ۵۱ زندانی حلق‌آویز کرد.
سه‌شنبه ۳۰ مرداد ۱۴۰۳ کارزار اعتصاب زندانیان سیاسی برای سی‌امین هفته پیاپی در ۱۸ زندان ایران ادامه یافت. در بیانیه زندانیان اعتصابی از مای ساتو، گزارشگر ویژه سازمان ملل در مورد وضعیت حقوق بشر در ایران، خواسته شده است تا با رفتارهای غیرانسانی و استفاده گسترده از حکم اعدام در ایران مقابله کند و برای پایان دادن آن تلاش کند.
سه‌شنبه ۶ شهریور۱۴۰۳ کارزار «سه‌شنبه‌های نه به اعدام» در سی و یکمین هفته با حمایت و پیوستن جمعی از زندانیان زندان تهران بزرگ و همچنین دو نماینده مجلس ایتالیا به این کارزار، ادامه یافت. این زندانیان طی بیانیه‌ای که از حمایت زندانیان ۱۹ زندان ایران برخوردار بود، کابینه پزشکیان را «کابینه سرکوب و اعدام» خواندند و اعلام کردند «باتوجه به شدت گرفتن سرکوب و همچنین سابقه اعضای کابینه (پزشکیان)، می‌توان آن را کابینه سرکوب و اعدام نامید.» جمعی از زنان زندانی شرکت‌کننده در این کارزار در بند نسوان زندان لاکان رشت اعلام کرده‌اند که اعتصاب غذا و همراهی با «سه‌شنبه‌های اعتراضی» را تا زمان رسیدن به تمامی خواسته‌هایشان ادامه خواهند داد و از اعتراض و اعتصاب دست نخواهند کشید.
سه‌شنبه ۱۳ شهریور ۱۴۰۳ سی و دومین هفته کارزار سه‌شنبه‌های نه به اعدام و اعتصاب غذای زندایان در تعدادی از زندان‌های ایران با اعتصاب غذای زندانیان و پیوستن زندانیان زندان اسدآباد اصفهان و زندان بم ادامه یافت. در بیانیه زندانیان قتل محمد میرموسوی در بازداشتگاهی در شهر لاهیجان و قتل کمیل ابوالحسنی در زندان تنکابن توسط ماموران نیروی انتظامی و امنیتی زیرشکنجه محکوم شد.
سه‌شنبه ۲۰ شهریور ۱۴۰۳ در ۲۱ زندان کشور کارزار سه‌شنبه‌های نه به اعدام با اعتصاب غذای جمعی از زندانیان تداوم پیدا کرد. در هفته گذشته در زندان ارومیه مقامات زندان زندانیان شرکت‌کننده در این کارزار را تهدید به مرگ کرده بودند ولی زندانیان اعتصابی ضمن محکوم کردن تهدیدات مقامات زندان ارومیه و محکوم کردن احکام اعدام در هفته‌های اخیر ، در بیانیه خود «بر  تداوم کارزار و نفی کامل اعدام زندانیان با هر اتهامی که باشد تاکید کردند. آن‌ها بار دیگر خواهان بازدید گزارشگر ویژه، مای ساتو از زندان‌های ایران از جمله زندانیان سیاسی و زندانیان گمنام محکوم به اعدام هستند.»
سه‌شنبه ۲۷ شهریور ۱۴۰۳ کارزار سه‌شنبه‌های نه به اعدام در سی و چهارمین هفته و همزمان با اعدام شش زندانی در شیراز و گرگان، زندانیان سیاسی شرکت‌کننده در این کارزار در بیانیه‌ای، با گرامی‌داشت یاد همه جان‌باختگان اعتراضات ۱۴۰۱، هشدار دادند که تعدادی از بازداشت‌شدگان این اعتراض سراسری با خطر اعدام مواجه هستند.
سه‌شنبه ۳ مهر ۱۴۰۳ کارزار سه‌شنبه‌های نه به اعدام وارد سی و پنجمین هفته خود شد و زندانیان همزمان با حضور مسعود پزشکیان در مجمع عمومی سازمان ملل متحد بیانیه‌ای منتشر کردند. در این بیانیه زندانیان اعتصابی از نمایندگان دولت‌ها در سازمان ملل و نهادی‌های حقوق بشری خواستند که رئیس دولت حکومت اعدام را در ارتباط با موج گسترده اعدام زندانیان مورد باز خواست قرار دهند. آنها حکم اعدام مهدی حسنی، بهروز احسانی، محمدجواد وفایی‌ثانی و حاتم اوزدمیر را محکوم کردند و همچنین همبستگی خود را با قربانیان حادثه انفجار معدن در طبس را اعلام کردند. در ادامه بیانیه آنها نگرانی خود را از وضعیت میلیون‌ها کودک که به دلیل فقر تحصیل را ترک کرده و به کودکان کار تبدیل شده‌اند، ابراز کردند.
سه‌شنبه ۱۰ مهر ۱۴۰۳ کارزار سه‌شنبه‌های نه به اعدام با پیوستن زندان اراک وارد سی و ششمین هفته خود شد و زندانیان اعتصابی در ۲۲ زندان همزمان با تشدید شرایط جنگی و بحرانی منطقه خاورمیانه بیانیه‌ای صادر کردند که در آن ضمن گرامیداشت یاد جانباختگان جمعه خونین زاهدان به افزایش اعدام‌ها در جمهوری اسلامی هشدار دادند و از همه فعالان حقوق بشر داخلی و بین‌المللی می‌خواهند صدای زندانیان محکوم به اعدام باشند و از اعدام ‌‌آنها جلوگیری کنند.
سه‌شنبه ۱۷ مهر ۱۴۰۳ در آستانه «روز جهانی علیه اعدام» در حالی که در روزهای ۱۰ و ۱۱ مهر دست‌کم ۳۰ نفر که در میان ۳ نفر زن بودند، اعدام شدند، کارزار سه‌شنبه‌های نه به اعدام وارد سی‌ و هفتمین هفته اعتصاب غذا در ۲۲ زندان شد.
سه‌شنبه ۲۴ مهر ۱۴۰۳ در سی و هشتمین هفته کارزار سه‌شنبه‌های نه به اعدام متشکل از زندانیان اعتصابی بیش از ۲۲ زندان ایران،زندانیان اعتصابی با انتشار بیانیه‌ای اعلام کردند که ۷ زندانی در زندانهای مختلف کشور همزمان با روز جهانی علیه اعدام، اعدام شدند. در ۱۸ مهر، ۱۹ نفر اعدام و حلق آویز شدند که در میان آنها دو نوجوان ۱۵ و ۱۷ ساله بود.
سه‌شنبه ۱ آبان ۱۴۰۳ سی و نهمین هفته کارزار سه‌شنبه‌های نه به اعدام با پیوستن زندان شیبان اهواز در ۲۳ زندان ادامه پیدا کرد. زندانیان اعتصابی در بیانیه‌ای به تشدید و گسترش اعدام‌ها اشاره کرده‌اند و اعلام کردند که تنها در مهر ۱۴۰۳ بیش از ۱۴۰ تن به دار آویخته شده‌اند که از این تعداد ۵ تن زن بودند.
سه‌شنبه ۸ آبان ۱۴۰۳ چهلمین هفته کارزار سه‌شنبه‌های نه به اعدام در بیانیه‌ای اعلام کرد که چهار زندانی سیاسی عقیدتی بلوچ از اعضای این کارزار به نام‌های عیدو شه‌بخش، عبدالغنی شه‌بخش، عبدالرحیم قنبرزهی، و سلیمان شه‌بخش در زندان قزلحصار به اعدام محکوم شده‌اند، زندان کهنوج در کرمان نیز از این هفته به این کارزار پیوست.
سه‌شنبه ۱۵ آبان ۱۴۰۳ چهل و یکمین هفته کارزار سه‌شنبه‌های نه به اعدام با صدور بیانیه‌ای اعلام کرد که در طی یک هفته اخیر ۲۳ نفر اعدام شده‌اند، همچنین هشدار داد، ۸ جوان در اکباتان که در اعتراضات ۱۴۰۱ دستگیر شده‌ بودند با صدور حکم اعدام مواجه هستند.
سه‌شنبه ۲۲ آبان ۱۴۰۳ چهل و دومین هفته کارزار سه‌شنبه‌های نه به اعدام با پیوستن زندان دستگرد اصفهان به این کارزار و صدور بیانیه‌ای در ۲۵ زندان ادامه پیدا کرد. در این بیانیه با گرامیداشت سالگرد قیام خونین آبان ۹۸ و با اشاره به اعدام بیش از ۱۰۳ زندانی از جمله ۲ زن از آغاز آبان ماه و بیش از ۴۵۰ زندانی از آغاز کار دولت پزشکیان، هشدار داد که موج گسترش اعدام‌ها در روزهای آینده همچنان ادامه دارد.
سه‌شنبه ۲۹ آبان ۱۴۰۳ در چهل و سومین هفته کارزار سه‌شنبه‌های نه به اعدام امیرحسین مرادی و علی یونسی دو نخبه زندانی برای پیوستن دانشجویان سراسر کشور به کارزار سه‌شنبه‌های نه به اعدام فراخوان دادند. در بیانیه‌ زندانیان اعتصابی به اعدام ۲۸ نفر در طول یک هفته گذشته اشاره شده است.
سه‌شنبه ۶ آذر ۱۴۰۳ چهل و چهارمین هفته کارزار سه‌شنبه‌های نه به اعدام با بیانیه‌ای از طرف زندانیان اعتصابی ادامه پیدا کرد که در آن صدور «احکام فله‌ای اعدام» را «راهبرد حکومت مستبد ایران برای ایجاد رعب و وحشت» نامید. در طی یک هفته گذشته دست‌کم ۲۵ نفر اعدام شدند.
سه‌شنبه‌ ۱۳ آذر ۱۴۰۳ چهل و پنجمین هفته کارزار سه‌شنبه‌های نه به اعدام همراه بود با بیانیه‌ای زندانیان اعتصابی که در آن در آستانه روز دانشجو به حکم اعدام شش زندانی سیاسی عضو این کارزار در زندان اوین به نام‌های وحید بنی‌عامریان، پویا قبادی، بابک علی‌پور، علی‌اکبر دانشور، ابوالحسن منتظر و محمد تقوی به اتهام «بغی» توسط ایمان افشاری با استناد به «علم قاضی»، حکم اعدام یکی از بازداشت‌شدگان اعتراضات ۱۴۰۱ به نام محراب عبدالله‌زاده در زندان ارومیه و اعدام ۲۸ زندانی در هفته اخیر اشاره شده است.
سه‌شنبه‌ ۲۰ آذر ۱۴۰۳ در بیانیه زندانیان اعتصابی در چهل و ششمین هفته این کارزار، حکومت ولایت فقیه را «رکوردار نقض فاحش حقوق بشر در جهان» توصیف کرد که تنها در ۲۰ روز گذشته تا کنون ۷۵ زندانی و در طی ۹ ماه اخیر از شروع سال ۷۷۰ زندانی حلق آویز شده‌اند.
سه‌شنبه ۲۷ آذر ۱۴۰۳ در بیانیه‌ زندانیان اعتصابی در چهل و هفتمین هفته این کارزار، به اعدام ۴۰ نفر در طی چند روز اخیر و با پیوستن زندانیان زندان‌های طبس و خورین ورامین به این کارزار در ۲۷ زندان تاکید شده است که «اعدام افراد به دلیل نگهداری چند گرم مواد مخدر در حالی صورت می‌گیرد که در پی سقوط حکومت اسد در سوریه، کارخانه‌ای وابسته به جمهوری اسلامی ایران کشف شد که ده‌ها تن مواد مخدر را در آن انبار و به سایر نقاط جهان توزیع می‌کرده است.»
سه‌شنبه ۴ دی ۱۴۰۳ در بیانیه‌ زندانیان اعتصابی در چهل و هشتمین هفته کارزار سه‌شنبه‌های نه به اعدام، به پیوستن زندان‌ رودسر  به این کارزار در ۲۸ زندان اشاره کردند. در این بیانیه آمده است که در سال ۲۰۲۴ دست‌کم ۹۵۳ تن به دار آویخته شده‌اند که در میان آنها ۳۳ زن، ۸ زندانی سیاسی، ۹۶ تن از هموطنان کرد و ۱۰۱ نفر از هموطنان بلوج بوده‌اند. این بیانیه زندان قزلحصار را با ۱۵۸ اعدام در سال ۲۰۲۴ به عنوان «قتل‌گاه» نامیده است. این بیانیه اشاره کرد که افشای بخش‌هایی از جنایات و اعدام‌های زندان‌های سراسر ایران توسط این کارزار و دیگر نهادهای سیاسی و حقوق بشری، باعث شد تا زندان قزلحصار در لیست تحریم‌های بین‌المللی قرار بگیرد.
سه‌شنبه ۱۱ دی ۱۴۰۳ چهل و نهمین هفته اعتصاب در سه‌شنبه‌های نه به اعدام پشت سر گذاشته شد. زندانیان اعتصابی در بیانیه‌ای خبر با اعلام خبر محکومیت تعدادی از زندانیان زن در زندان قرچک ورامین به «مجازات قرون وسطایی سنگسار» خواستار ایستادگی در مقابل این توحش جمهوری اسلامی شدند. همچنین در بیانیه آمده است، قوه قضائیه جمهوری اسلامی در روزهای اخیر بی‌حسی اعضای بدن (دست و پا) متهمان به سرقت و محاربه را مجاز اعلام کرد، «بسیاری از این متهمان سرقت، قربانی فساد ساختاری، تبعیض طبقاتی، دزدی و اختلاس‌های نجومی حاکمان و وابستگان به حکومت هستند.»، در ۱۰ روز اول دی ۱۴۰۳ دست‌کم ۴۱ زندانی که ۲۳ زندانی تنها طی سه روز اعدام شدند.
سه‌شنبه ۱۸ دی ۱۴۰۳ پنجاهمین هفته اعتصاب در سه‌شنبه‌های نه به اعدام را پشت سر گذاشته شد. در این هفته همزمان با سالگرد سقوط هواپیمای اوکراینی که خانواده‌های جان‌باختگان این حادثه با سایر دادخواهان اعلام همبستگی کرده‌اند. در ادامه گسترش این کارزار زندان‌های سپیدار اهواز و رامهرمز به زندانیان اعتصاب‌کننده پیوستند. در بیانیه این کارزار اعتصاب‌کنندگان اعلام کردند که همزمان با ‌آغاز سال نو میلادی در ۲۱ دی ۲۱ نفر اعدام شدند. در سال ۲۰۲۴ امار اعدام ها به ۱۰۰۰ نفر سیده است، که بیش از ۳۳ نفر از آنان زنان بوده‌اند.
سه‌شنبه ۲۵ دی ۱۴۰۳ پنجاه و یکمین هفته اعتصاب در سه‌شنبه‌های نه به اعدام  پشت سر گذاشته شد. زندان‌های حویق تالش، بند زنان زندان عادل‌آباد شیراز، زندان جوین در استان خراسان رضوی و زندان برازجان در استان بوشهر به زندانیان اعتصاب‌کننده پیوستند و به ۳۴ زندان رسید، اعتصاب‌کنندگان اعلام کردند که از آغاز دی‌ماه بیش از ۱۰۲ نفر اعدام شده‌اند و احکام اعدام زندانیان سیاسی بهروز احسانی، مهدی حسنی و پخشان عزیزی تایید شده است.
سه‌شنبه ۲ بهمن ۱۴۰۳ پنجاه و دومین هفته اعتصاب در سه‌شنبه‌های نه به اعدام را پشت سر گذاشت و یک ساله شد. زندانیان اعتصابی طی بیانیه‌ای اعلام کردند که کشته شدن دو قاضی بدنام محمد مقیسه و علی رازینی نشان‌دهنده انزجار عمیق مردم ایران از مجازات اعدام، سرکوب و کشتار است.
سه‌شنبه ۹ بهمن ۱۴۰۳ با آغاز دومین سال کارزار سه‌شنبه‌های نه به اعدام و در پنجاه و سومین هفته این کارزار زندانیان اعتصابی اظهار امیدواری کردند که در دومین سال این کارزار، صدای آنها «از پشت دیوارهای ستبر زندان با صدای زنان، مردان و جوانان ایران پیوند بخورد و سهمی در دفاع از حقوق بشر و برچیدن طناب‌های دار» داشته باشند. ‌آنها نوشتند که این کارزار در حالی ادامه دارد که دو تن از زندانیان سیاسی و اعضای کارزار، به نام‌های بهروز احسانی و مهدی حسنی، که به اعدام محکوم شده‌اند، با خشونت از زندان اوین ربوده و به سلول‌های بند امن واحد ۳ زندان قزلحصار منتقل شدند و خطر اعدام، آنان را تهدید می‌کند.
سه‌شنبه ۱۶ بهمن ۱۴۰۳ پنجاه و چهارمین هفته اعتصاب کارزار سه‌شنبه‌های نه به اعدام پشت سر گذاشته شد. در این هفته زندان گنبد کاووس به این کارزار پیوست. در بیانیه این کارزار آمده است: از ابتدای بهمن تا کنون، بیش از ۳۰ زندانی از جمله یک زن در زندانهای سراسر ایران اعدام شدند. همچنین در این بیانیه از «یک روند دادرسی بسیار ناعادلانه، مبهم و بدون حضور وکیل» در محاکمه منوچهر فلاح که به اعدام محکوم شده است به عنوان یک اقدام ضد انسانی نام برده شده است.
سه‌شنبه ۲۳ بهمن ۱۴۰۳ پنجاه و پنجمین هفته اعتصاب در کارزار سه‌شنبه‌های نه به اعدام را پشت سر گذاشت. در بیانیه زندانیان اعتصابی آمده است: زندانی سیاسی کرد پزمان سلطانی  به اتهام کشتن یک بسیجی محکوم به اعدام شده است، پخشان عزیزی حکم اعدامش تایید شده است، که موجی از نگرانی را در باره هر دو زندانی ایجاد کرده، همچنین تعدادی از زندانیان سیاسی در بند زنان و بند ۸ زندان اوین، که به انتقال اجباری دو زندانی سیاسی، بهروز احسانی و مهدی حسنی اعتراض کرده و شعار داده بودند، با ممنوعیت ملاقات مواجه شده‌اند. در این بیانیه آمده است: از ۲۲ بهمن ۱۴۰۲ تاکنون، بیش از ۱۰۲۱ نفر اعدام شده‌اند.
سه‌شنبه ۳۰ بهمن ۱۴۰۳ پنجاه و ششمین هفته اعتصاب در سه‌شنبه‌های نه به اعدام را پشت سر گذاشت. در این هفته گروهی از زندانیان زندان دیزل‌آباد کرمانشاه، به عنوان سی‌وششمین زندان، پیوستن خود به این حرکت اعتراضی را اعلام کرده‌اند. در بیانیه زندانیان اعتصابی آمده است: اعضای این کارزار حکومت را مسئول قتل امیر محمد خالقی می‌داند و با ابراز همدردی نسبت به قتل او به خانواده او، دانشجویان و مردم ایران تسلیت گفتند. آنها ضمن حمایت از اعتراضات دانشجویان، دانشگاه‌های دیگر را به همبستگی و همراهی با دانشجویان دانشگاه تهران فراخوانده‌‌اند.
سه‌شنبه ۷ اسفند ۱۴۰۳ پنجاه و هفتمین هفته اعتصاب در کارزار سه‌شنبه‌های نه به اعدام را پشت سر گذاشت. در این هفته گروهی از زندانیان زندان چوبیندر قزوین، به عنوان سی‌وهفتمین زندان پیوستن خود به این حرکت اعتراضی اعلام کرده‌اند. زندانیان اعتصابی نگرانی خود را از انتصاب جعفر منتظری، دادستان سابق کل کشور، به ریاست دیوان عالی ابراز داشتند، آن‌ها همچنین نسبت به اعدام قریب‌الوقوع مهدی حسنی و بهروز احسانی هشدار دادند. زندانیان اعتصابی در بیانیه خود اعلام کردند که تنها در دو روز نخست اسفندماه، ۱۷ زندانی در کشور اعدام شدند.
سه‌شنبه ۱۴ اسفند ۱۴۰۳ پنجاه و هشتمین هفته اعتصاب در سه‌شنبه‌های نه به اعدام را پشت سر گذاشت. در این هفته شماری از زندانیان زندان میاندوآب به ای کارزار پیوستند. شمار زندان‌های پیوسته به ای کارزار به ۳۸ زندان رسید. زندانیان اعتصابی در بیانیه‌‌ای خواستار «اقدامات جدی‌تر و عاجل‌تر وجدان‌های بیدار جهان برای توقف ماشین کشتار» در ایران شدند. آنها اعلام کردند که در هفته گذشته دست کم ۵۳ تن که ۲۴ تن از آنها، کرد و بلوچ بوده‌اند، اعدام شدند و از اول اسفند ۵۸ نفر حلق‌آویز شده‌اند.
سه‌شنبه ۲۱ اسفند ۱۴۰۳ پنجاه و نهمین هفته اعتصاب در سه‌شنبه‌های نه به اعدام را پشت سر گذاشت. در ۱۸ اسفند ۱۴۰۳ بند زنان زندان سپیدار اهواز به این کارزار پیوست. در بیانیه این کارزار آمده است: «حکومت مستبد در ایران همچنان ماشین کشتار خود را بدون توقف به پیش می‌برد، به‌طوری که از ابتدای اسفند تاکنون قریب ۱۰۰ تن و تنها در روز ۱۱ اسفند ۲۸ تن را اعدام کرده‌است.»
سه‌شنبه ۲۸ اسفند ۱۴۰۳ شصتمین هفته اعتصاب در سه‌شنبه‌های نه به اعدام را پشت سر گذاشت. مراسم چهارشنبه‌سوری در زندان قزل‌حصار با شعارهای ضد حکومتی برگزار شد. همچنین همزمان با این کارزار خانواده زندانیان وحید بنی عامریان و پویا قبادی، در پارک سراب شهر سنقر با در دست داشتن پلاکاردهایی با شعار «نه به اعدام» تجمع کردند.
سه‌شنبه ۵ فروردین ۱۴۰۴ شصت و یکمین هفته کارزار «سه‌شنبه‌های نه به اعدام» در ۳۸ زندان کشور با اعتصاب‌غذای زندانیان سیاسی برگزار شد. در بیانیه آنان آمده است که در سال ۱۴۰۳ بیش از ۱۱۵۰ زندانی از جمله ۳۸ زن، ۱۳۵ هموطن بلوچ، ۱۰۴ هموطن کرد اعدام شدند. همزمان جمعی از خانواده‌های زندانیان سیاسی محکوم به‌اعدام با در دست داشتن عکس‌هایی از آنان از جمله وحید بنی عامریان، پویا قبادی، بهروز احسانی اسلاملو و مهدی حسنی در جلوی زندان اوین تجمع کرده و خواستار لغو فوری احکام اعدام شدند.
سه‌شنبه ۱۲ فروردین ۱۴۰۴ شصت و دومین هفته کارزار «سه‌شنبه‌های نه به اعدام» در ۳۸ زندان کشور با اعتصاب‌غذای زندانیان سیاسی برگزار شد. در بیانیه زندانیان اعتصابی آمده است که در ۴ فروردین ۱۴۰۴ حکم اعدام زندانی سیاسی حمید حسین‌نژاد حیدرانلو، اهل چالدران به اتهام "بغی" به وی ابلاغ شده است، بنابراین باید صدای او و دیگر محکومان به اعدام باشیم تا از اجرای حکم اعدام او و دیگران که بسیار جدی است جلوگیری کنیم.
سه‌شنبه ۱۹ فروردین ۱۴۰۴ شصت و سومین هفته کارزار «سه‌شنبه‌های نه به اعدام» در ۳۸ زندان کشور با اعتصاب‌غذای زندانیان سیاسی برگزار شد. در بیانیه زندانیان اعتصابی آمده است که «روز دوشنبه، دست‌کم ۱۰ زندانی در زندان قزل‌حصار به بند امن منتقل شدند که نشان‌دهنده‌ی احتمال قریب‌الوقوع اجرای حکم اعدام آنان است.» همزمان گروهی از خانواده‌های زندانیان سیاسی محکوم به اعدام با برگزاری تجمعی اعتراضی مقابل زندان اوین و با در دست داشتن تصاویر زندانیان سیاسی شاهرخ دانشورکار، وحید بنی‌عامریان، ابوالحسن منتظر، مهدی حسنی، محمد تقوی، بهروز احسانی، محمدجواد وفایی ثانی و پویا قبادی و هم‌چنین دست‌نوشته‌های نه به‌اعدام، خواستار لغو فوری احکام اعدام بستگان خود شدند.
سه‌شنبه ۲۶ فروردین ۱۴۰۴ شصت و چهارمین هفته کارزار «سه‌شنبه‌های نه به اعدام» با پیوستن بند زنان زندان زاهدان و زندان ازبرم لاهیجان در ۴۰ زندان کشور با اعتصاب‌غذای زندانیان سیاسی برگزار شد. همزمان خانواده‌های زندانیان سیاسی محکوم به اعدام  بار دیگر در اعتراض به احکام مرگ و  علیه سرکوب‌ها مقابل زندان اوین تجمع کردند. آنها با در دست داشتن تصاویر ۹ زندانی سیاسی محکوم به اعدام  ـ وحید بنی‌عامریان، پویا قبادی، محمد تقوی سنگدهی، ابوالحسن منتظر، بابک علیپور، اکبر دانشورکار، مهدی حسنی، بهروز احسانی اسلاملو و محمدجواد وفایی ثانی ـ و با شعارهای  «نه به اعدام»، «نه به احکام ظالمانه» خواستار توقف فوری روند صدور و اجرای احکام اعدام شدند.
سه‌شنبه ۲ اردیبهشت ۱۴۰۴ شصت و پنجمین هفته کارزار «سه‌شنبه‌های نه به اعدام» در ۴۱ زندان کشور با اعتصاب‌غذای زندانیان سیاسی برگزار شد. یکشنبه ۳۱ فروردین ۱۴۰۴ جمعی از زندانیان زندان بهبهان به این کارزار پیوستند. در بیانیه زندانیان اعتصابی اعدام حمید حسین‌نژاد حیدرانلو، زندانی سیاسی کرد را که به شدت شکنجه شده بود، محکوم کردند. همزمان برای دهمین هفته متوالی خانواده‌های زندانیان سیاسی محکوم  به اعدام با در دست داشتن تصاویر عزیزانشان و سر دادن شعار «نه به اعدام» در جلوی زندان اوین تجمع کردند.
۹ اردیبهشت ۱۴۰۴ شصت و ششمین هفته کارزار «سه‌شنبه‌های نه به اعدام» در ۴۱ زندان کشور با اعتصاب‌غذای زندانیان سیاسی برگزار شد. در بیانیه این هفته زندانیان اعتصاب‌کننده با ابراز همدردی با قربانیان انفجار بندرعباس، سپاه پاسداران را عاملی اصلی این فاجعه نامیدند. در این هفته زندان سنندج به این کارزار پیوست. همزمان برای هفته‌های متوالی خانواده‌های زندانیان سیاسی محکوم به اعدام با در دست داشتن تصاویر عزیزانشان و سر دادن شعار «نه به اعدام» در جلوی زندان اوین تجمع کردند. همچنین جوانان معترض در شهرهای شهریار، بوکان و رشت به خیابان‌ها آمده و دست به اعتراض زدند.
۱۶ اردیبهشت ۱۴۰۴ شصت و هفتمین هفته کارزار «سه‌شنبه‌های نه به اعدام» در ۴۱ زندان کشور با اعتصاب‌غذای زندانیان سیاسی برگزار شد. تنها در روزهای ۱۰ و ۱۴ اردیبهشت، به ترتیب ۱۵ و ۹ نفر در زندان‌های مختلف ایران اعدام شدند. در بیانیه این کارزار گزارش شده است که «حاکمان مستبد در اقدامی سبعانه، یک شهروند به نام عظیم فرخ‌وند را که به همراه جمعی از مردم دزفول در تجمع اعتراضی علیه اعدامِ دو زندانی شرکت کرده بود، با شلیک گلوله جنگی به قتل رساند.» همچنین از نظر این کارزار، وی نخستین جان‌باخته «نه به اعدام» از ابتدای شروع این کارزار است.
۲۳ اردیبهشت ۱۴۰۴ شصت و هشتمین هفته کارزار «سه‌شنبه‌های نه به اعدام» در ۴۱ زندان کشور با اعتصاب‌غذای زندانیان سیاسی برگزار شد. تنها طی سه هفته در اردیبهشت ۹۶ زندانی از جمله یک زن، اعدام شدند و دو زندانی سیاسی، «امین (پیمان) فرح‌آور گیساوندانی»، شاعر اهل گیلان و «احسان فریدی»، دانشجو دانشگاه تبریز به اتهام محاربه به اعدام محکوم شدند. این کارزار ضمن گرامیداشت یاد «برزان محمدی»، از زندانیان سیاسی پیشین و حامیان این حرکت اعتراضی که اخیرا در یک سانحه جان باخت، به خانواده او و تمامی همراهان کارزار تسلیت گفته است.
۳۰ اردیبهشت ۱۴۰۴ شصت و نهمین هفته کارزار «سه‌شنبه‌های نه به اعدام» با پیوستن زندان‌های مهاباد، بوکان و یاسوج در ۴۴ زندان کشور با اعتصاب‌غذای زندانیان سیاسی برگزار شد. در بیانیه صادر شده از سوی زندانیان مشارکت کننده در این کارزار با اشاره به اعدام دست‌کم ۱۲۹ زندانی (از جمله ۴ زن) از ابتدای اردیبهشت تاکنون، اعلام شده که تنها در هفته گذشته، حکم اعدام ۲۵ زندانی از جمله دو کودک مجرم در ایران اجرا شده است.
۶ خرداد ۱۴۰۴ هفتادمین هفته کارزار «سه‌شنبه‌های نه به اعدام» با پیوستن زندان‌ فردیس کرج در ۴۵ زندان کشور با اعتصاب‌غذای زندانیان سیاسی برگزار شد. در بیانیه صادر شده از سوی زندانیان مشارکت کننده در این کارزار با اشاره به اعدام دست‌کم۱۷۰ زندانی از ابتدای اردیبهشت تاکنون، بر سیاسی بودن این اعدام‌ها و فقدان دادرسی عادلانه در دستگاه قضایی جمهوری اسلامی تاکید شده است.
۱۳ خرداد ۱۴۰۴ هفتاد و یکمین هفته کارزار «سه‌شنبه‌های نه به اعدام» با پیوستن زندان‌ فیروزآباد استان فارس در ۴۶ زندان کشور با اعتصاب‌غذای زندانیان سیاسی برگزار شد. هم‌زمان، خانواده‌های محکومان به اعدام با برگزاری تجمعاتی در تهران و چندین شهر دیگر خواستار توقف اجرای احکام اعدام شدند و شعارهایی مانند «لغو فوری حکم اعدام»، و «این آخرین پیامه، اعدام کنی قیامه» را با در دست داشتن پلاکاردهایی با عکس زندانیان محکوم به اعدام سر می‌دادند. در بیانیه صادر شده از سوی زندانیان مشارکت کننده در این کارزار آمده است: «از ابتدای خرداد تاکنون دست‌کم ۶۷ زندانی، از جمله ۳ زن، اعدام شده‌اند. تنها در روز ۷ خرداد، ۲۰ نفر با بی‌رحمی تمام اعدام شدند. نباید فراموش کرد که این موج اعدام‌ها در شرایطی صورت می‌گیرد که متهمان از حق دادرسی منصفانه محروم بوده‌اند.»
۲۰ خرداد ۱۴۰۴ هفتاد و دومین هفته کارزار «سه‌شنبه‌های نه به اعدام» با پیوستن زندان‌ اهر در ۴۷ زندان کشور با اعتصاب‌غذای زندانیان سیاسی برگزار شد. در زندان اوین، زنان زندانی سیاسی اعتصاب‌کننده تجمع کرده و فریاد دادخواهی سر دادند. آنان اسامی زندانیان سیاسی محکوم به اعدام را یک‌به‌یک اعلام کردند و سپس شعارهایی سردادند، از جمله: «قسم به سربداران، به خون پاک یاران، ایستاده‌ایم تا پایان»، «این آخرین پیامه، اعدام کنی قیامه»، «طناب دار جلاد بر گردن دماوند دیگر اثر ندارد» و «مرگ بر دیکتاتور». هم‌زمان، خانواده‌های محکومان به اعدام و جوانان شورشگر با برگزاری تجمعاتی در تهران و چندین شهر دیگر خواستار توقف اجرای احکام اعدام شدند و شعارهایی مانند «اعدام نکنید»، «زندانی سیاسی آزاد باید گردد» را با در دست داشتن پلاکاردهایی با عکس زندانیان محکوم به اعدام سر می‌دادند. در بیانیه کارزار آمده است: «از ابتدای خرداد تاکنون دست‌کم ۹۵ زندانی اعدام شده‌اند، تنها در روز ۱۲ خرداد، ۱۶ نفر اعدام شدند.»
۲۷ خرداد ۱۴۰۴ هفتاد و سومین هفته کارزار «سه‌شنبه‌های نه به اعدام» در ۴۷ زندان کشور با اعتصاب‌غذای زندانیان سیاسی برگزار شد. همزمان با هفتاد و سومین کارزار هفته کارزار«سه‌شنبه‌های نه به اعدام» و اعتصاب زندانیان در ۴۷ زندان، همزمان بستگان زندانیان سیاسی  وحید بنی عامریان و پویا قبادی ضمن در دست داشتن تصاویر  فرزندانشان خواستار لغو کلیه احکام ظالمانه اعدام و آزادی آنان شدند.
۳ تیر ۱۴۰۴ هفتاد و چهارمین هفته کارزار «سه‌شنبه‌های نه به اعدام» در ۴۷ زندان کشور با اعتصاب‌غذای زندانیان سیاسی برگزار شد. در بیانیه این هفته کارزار آمده است: «با توجه به وضعیت جنگی، جان زندانیان در خطر جدی است و از مردم عزیز و شریف میخواهیم که به هر وسیله ممکن خواستار آزادی زندانیان شوند. به‌خصوص با تجمع مقابل زندان‌ها زندانیان را در این شرایط خطیر تنها نگذارند.» همزمان خانواده وحید بنی‌عامریان، از زندانیان سیاسی، همراه با دیگر خانواده‌های زندانیان سیاسی، با انتشار ویدیویی در شبکه‌های اجتماعی، فریاد اعتراض خود را با شعارهای «فرزندان ما را آزاد کنید»، «زندانیان را آزاد کنید» و «نه به اعدام» به گوش مردم ایران رساندند.
۱۰ تیر ۱۴۰۴ هفتاد و ششمین هفته کارزار «سه‌شنبه‌های نه به اعدام» در ۴۷ زندان کشور با اعتصاب‌غذای زندانیان سیاسی برگزار شد. در حالی که تعدادی از زندانیان شرکت‌کننده در این کارزار از زندان اوین به زندان‌های قرچک، فشافویه و ورامین منتقل شده‌اند، در بیانیه این هفته کارزار با اشاره به اعدام ۱۷ نفر در ۴ روز اول تیر ماه آمده است: «[حکومت] برای حفظ بقای خود، “حق حیات” شهروندان را قربانی می‌کند».
۱۷ تیر ۱۴۰۴ هفتاد و ششمین هفته کارزار «سه‌شنبه‌های نه به اعدام» در ۴۷ زندان کشور با اعتصاب‌غذای زندانیان سیاسی برگزار شد. آنان در بیانیه این هفته با اشاره به اعدام ۲۴ تن از اول تیر تاکنون و ۴۲۸ اعدام در سال جاری و همچنین صدور حکم اعدام برای ۵ زندانی سیاسی کرد، رزگار بیگ‌زاده‌بابامیری، پژمان سلطانی، سوران قاسمی، کاوه صالحی و تیفور سلیمی‌بابامیری، که در خیزش ۱۴۰۱ دستگیر شده‌اند، بر ضرورت ایستادگی در برابر «ماشین مرگ و سرکوب» جمهوری اسلامی تاکید کرد.
۲۴ تیر ۱۴۰۴ هفتاد و هفتمین هفته کارزار «سه‌شنبه‌های نه به اعدام» با پیوستن زندان یزد در ۴۸ زندان کشور با اعتصاب‌غذای زندانیان سیاسی برگزار شد. آنها در بیانیه این هفته به صدور احکام دو بار اعدام سه زندانی سیاسی، فرشاد اعتمادی‌فر، مسعود جامعی و علیرضا مرداسی و انتقال سه زندانی سیاسی‌–‌عقیدتی عرب اهوازی به نام‌های علی مجدم، معین خنفری و محمدرضا مقدم به سلول انفرادی و خطر اعدام‌ آنها اشاره کردند.
۳۱ تیر ۱۴۰۴ هفتاد و هشتمین هفته کارزار «سه‌شنبه‌های نه به اعدام» در ۴۸ زندان کشور با اعتصاب‌غذای زندانیان سیاسی برگزار شد. این کارزار در حالی برگزار شد که تلاش برای انتقال اجباری سعید ماسوری یکی از چهره‌های کلیدی در کارزار «سه‌شنبه‌های نه به اعدام» که ۲۵ سال از عمر خود را در زندان‌ گذرانده، موجی از خشم و همبستگی در میان مردم و فعالان حقوق بشر ایجاد کرد و حمایت از کارزار در سطحی بی‌سابقه گسترش یافت. در بخشی از بیانیه این هفته آمده است که در تیر ۱۴۰۴ دست‌کم ۷۱ نفر بدون دادرسی عادلانه و با اعترافات اجباری اعدام شده‌اند. در این بیانیه به شلیک نیروهای انتظامی به خودرو یک خانواده و کشتن یک کودک به همراه مادر و پدرش و یکی از اعضای دیگر خانواده در خمین به عنوان نمونه بارزی از خشونت دولتی برای سرکوب اشاره شده است.
۷ مرداد ۱۴۰۴ هفتاد و نهمین هفته کارزار «سه‌شنبه‌های نه به اعدام» در ۴۸ زندان کشور با وجود حمله‌ای وحشیانه به زندانیان سیاسی اعتصابی در زندان قزلحصار برگزار شد. روز شنبه ۴ مرداد در حمله گارد زندان و نیروهای اطلاعاتی زندانیان را با دستبد و کیسه بر سر کشیده به انفرادی فرستادند و روز بعد یکشنبه ۵ مرداد بهروز احسانی و مهدی حسنی را اعدام کرده و سعید ماسوری را به زندان زاهدان تبعید کردند.
۱۴ مرداد ۱۴۰۴ هفتاد و نهمین هفته کارزار «سه‌شنبه‌های نه به اعدام» در ۴۸ زندان کشور با اعتصاب‌غذای زندانیان سیاسی  برگزار شد. زندانیان اعتصابی در بیانیه خود آورده‌اند: از هفته گذشته تاکنون، دست‌کم ۳۰ تن از زندانیان – شامل دو زن – اعدام شده‌ و یک اعدام نیز در ملأ عام به اجرا درآمده و اعدام بی‌وقفه ادامه دارد.

## حمایت‌ها
در سی و یکمین هفته کارزار «سه‌شنبه‌های نه به اعدام» روز سه‌شنبه ۶ شهریور۱۴۰۳ دو نماینده مجلس ایتالیا به حمایت از این کارزار پیوستند.
روز ۶ شهریور۱۴۰۳ همزمان با سی و یکمین هفته اعتصاب غذای زندانیان سیاسی در «کارزار سه‌شنبه‌های نه به اعدام» در زندان‌های ایران، ۶۸ گروه، سازمان و نهاد ایرانی و بین‌المللی مدافع حقوق بشر، طی بیانیه مشترکی به ابراز همبستگی و حمایت از این کارزار پرداخته و خواهان حمایت و اقدام جامعه بین‌المللی از جنبش علیه اعدام و توقف اعدام‌ها در ایران شدند. امضاکنندگان بیانیه اعلام کرده‌اند که جمهوری اسلامی از مجازات اعدام به‌عنوان ابزاری برای «سرکوب سیاسی» استفاده می‌کند و احکام اعدام پس از «محاکمات ناعادلانه و بدون رعایت حداقل استانداردهای دادرسی عادلانه» صادر می‌شود.
روز اول آذر ۱۴۰۳، ۵۸۰ شهردار فرانسه در حاشیه کنگره شهرداران این کشور در پاریس با امضا و انتشار فراخوانی خواستار توقف اعدام‌ها در جمهوری اسلامی ایران شدند. در این بیانیه به نقل از سازمان عفو بین‌الملل تصریح شده است که جمهوری اسلامی ایران به تنهایی دارندهٔ ۷۴ درصد کل اعدام‌ها جهان در سال گذشتهٔ میلادی بوده است.